# قدیرکند
قدیرکند (به لاتین: Kadirkent) یک منطقهٔ مسکونی در روسیه است که در داغستان واقع شده‌است.